# YggTorrent
YggTorrent е получастна торент директория и торент тракер на френски език, създаден през 2017 г.

## История
Регистриран е на 21 май 2017 г. с домейна yggtorrent.com. Администраторите на сайта първоначално го правят публична битторент директория, изброяваща ограничен брой торенти. След затварянето на торент тракера t411 на 26 юни 2017 г. сайтът претърпява значителни промени и официално стартира като публичен тракер в началото на юли 2017 г. Неговите администратори избират след няколко седмици да го превърнат в частен тракер с отворена регистрация.
На 31 октомври 2017 г. t411.si (посещаван торент тракер, копие на t411) обявява, че се закрива и се слива с YggTorrent. На 1 декември YggTorrent е премахнат от търсачката „Гугъл“ в отговор на многократни нарушения на авторски права и многобройни искове по Закона за авторското право в цифровото хилядолетие, изпратени до „Гугъл“ от притежатели на авторски права.
Към 8 декември 2017 г. сайтът има над 600 000 акаунта, 173 000 торента. През декември 2018 г. информационният сайт „Нумерама“ публикува интервю с бивш администратор на сайта, който посочва, че печалбите на YggTorrent за четири месеца са 300 000 евро, и разкрива, че общият брой торенти на сайта през декември 2018 г. е почти 280 000.
В началото на 2020 г. сайтът съобщава, че има 3 500 000 потребители в социалната мрежа „Туитър“, без да уточнява дублиращите се, тройните и множеството акаунти, използвани също от екипа. През 2021 г. сайтът твърди, че има почти 490 000 торента, много от тях обаче се оказват неактивни.
На 5 февруари 2020 г. името на домейна на сайта е деактивирано от регистратора на имена на домейни за „нарушения относно интелектуалната собственост или законни права на притежателите на авторски права, като изключителното право за възпроизвеждане, разпространение, показване или изпълнение на защитената работа, или за създават производни произведения“. На 20 февруари 2020 г. акаунтът на YggTorrent в „Туитър“ е спрян и сайтът решава да кани своите последователи в социалната мрежа „Мастодон“.